# Apophasis
Apophasis (ἀπόφασις, wörtlich „Aufdeckung“) bezeichnet ein Untersuchungsverfahren, das Mitte bis Ende des 4. Jahrhunderts vor Chr. im antiken Athen entwickelt wurde.
Auf Antrag der ekklesia oder auf eigene Initiative untersuchte der Areopag Angelegenheiten, die als ernste Gefährdung der öffentlichen Sicherheit angesehen wurden wie insbesondere Landesverrat, Bestechung und Umsturzversuche, aber auch kleinere Delikte.
Eine Apophasis wurde auch eingeleitet, wenn die Gefährdung der Stadt durch einen Feind von außen in Frage stand. Gegen Antiphon von Rhamnus wurde eine solche Untersuchung geführt, als er nach seiner Verbannung als Agent der Spartaner wieder in Athen gefangen genommen wurde.
Die Untersuchung durch den Areopag wurde durch einen Bericht abgeschlossen, der wie das gesamte Verfahren apophasis genannt wurde. Der Bericht enthielt eine Empfehlung wie z. B. die, bestimmte Personen zu verfolgen. In einem solchen Fall bestimmte die Volksversammlung dann die öffentlichen Ankläger und der Fall wurde vor der Heliaia verhandelt.
Mit der Beteiligung der wichtigsten Institutionen der athenischen Demokratie (Volksversammlung, Areopag, Heliaia) stellte das Verfahren ein Instrument der Gewaltenteilung und Machtbalance dar.

## Einzelbelege
1. ↑   Ein bekanntes Beispiel stellt das durch die Rede des Deinarchos (Din. 1.3-4) überlieferte Verfahren gegen Demosthenes wegen Landesverrats dar.
2. ↑  Deinarchos erwähnt eine apophasis gegen Personen, die einen Fährmann ausgeraubt bzw. betrügerisch fünf Drachmen Eintritt ins Theater kassiert hatten, und gegen ein Mitglied des Areopags, das ein Stück Opferfleisch für den Dienst am Areopag erhalten und verbotenerweise verkauft hatte, Din. 1.56
3. ↑  Demosthenes 18.132; weitere derartige Fälle erwähnt Deinarchos: verdächtige Reisen des Polyeuktos von Kydantide nach Megara, Din. 1.58; Charinos wurde wegen Landesverrat verbannt, Din 1.63